# La Guaira (Venezuela)
Pour les articles homonymes, voir Guaira.
La Guaira est la capitale de l'État de La Guaira au Venezuela. Elle est située au nord du Venezuela, en face de la mer des Caraïbes au nord-ouest de Caracas.
Sa population est de 27 792 habitants en 2009.

## Histoire
En 1882, la ligne de chemin de fer La Guaira – Caracas était soit déjà en construction soit à l'étude. Fin 1886 elle est en construction et il semble que les ingénieurs responsables de cette construction sont les anglais James Livesey et Fils – ainsi que pour la ligne de la Venezuela Central Railway et celle devant relier Puerto Cabello et Valencia, toutes deux en construction.

## Économie
Elle possède un des plus importants ports du Venezuela.

## Sport
La ville compte un club de baseball, les Tiburones de La Guaira, et un club de basket-ball, les Bucaneros de La Guaira.